# Morley (Missouri)
Morley é uma cidade localizada no estado americano de Missouri, no Condado de Scott.

## Demografia
Segundo o censo americano de 2000, a sua população era de 792 habitantes.
Em 2006, foi estimada uma população de 810, um aumento de 18 (2.3%).

## Geografia
De acordo com o United States Census Bureau tem uma área de
1,9 km², dos quais 1,9 km² cobertos por terra e 0,0 km² cobertos por água. Morley localiza-se a aproximadamente 105 m acima do nível do mar.

## Localidades na vizinhança
O diagrama seguinte representa as localidades num raio de 12 km ao redor de Morley.